# 曾庆红 (1962年)
曾庆红（1962年4月—），女，江西兴国人，中华人民共和国政治人物。原江西大学哲学系毕业，在职硕士研究生学历。曾长期在江西工作，历任萍乡、吉安、九江市长。曾任中共重庆市委常委、组织部部长。

## 生平
曾庆红1979年9月考入原江西大学（今南昌大学）哲学系，就读马列基础理论专业。1983年毕业后，被分配到江西信丰县同益乡，任共青团團委书记。1984年7月加入中国共产党。此后，她一直在江西地方政治宣传部门工作；历任赣州地委讲师团干部、政治经济学教研室副主任，赣州地委宣传部文教科副科长。
自1992年10月起，又先后出任瑞金县委常委、宣传部部长，赣州市委常委、宣传部部长，赣县县委副书记，龙南县委副书记、县长。1998年4月，被提拔为共青团江西省團委副书记。2002年10月，任萍乡市委副书记。2006年12月，任萍乡市委副书记、市长。2008年4月，任吉安市委副书记、市长。
2008年12月31日，曾庆红转任中共九江市委副书记；次年1月7日任代市长。2009年2月27日，正式当选九江市市长。2011年8月，任江西省委组织部副部长。2013年1月，当选江西省副省长、党组成员。
2013年7月，任中共重庆市委常委、组织部长。2017年9月，不再任重庆市委组织部长。2018年1月，不再任重庆市委常委。